# 9. Armee
9. Armee var en tysk armé under andra världskriget. Armén tillbringade huvuddelen av kriget på östfronten.

## Barbarossa

### Organisation
Arméns organisation den 5 juni 1941:
- VI. Armeekorps
- VIII. Armeekorps
- V. Armeekorps
- II. Armeekorps

## Moskva

### Organisation
Arméns organisation den 11 oktober 1941:
- V. Armeekorps
- VIII. Armeekorps
- XXIII. Armeekorps
- VI. Armeekorps
- XXVII. Armeekorps

## Operation Mars

### Organisation
Arméns organisation den 20 november 1942:
- VI. Armeekorps
- XXXXI. Panzerkorps
- XXIII. Armeekorps
- XXVII. Armeekorps
- XXXIX. Panzerkorps

## Slaget vid Kursk
9. Armee angrepp på den norra sidan av Kurskbågen och hade ett mindre inslag av pansartrupper än den södra anfallsstyrkan. 

### Organisation
Tillhörde Armégrupp Mitte
- XX. Armeekorps (R. von Roman)
- XXXXI. Panzerkorps (Josef Harpe)
- XXXXVI. Panzerkorps (H. Zorn)
- XXXXVII. Panzerkorps (J. Lemelsen)
- XXIII. Armeekorps (Johannes Friessner)
- Arméreserv
  - 4. Panzer-Division
  - 12. Panzer-Division
  - 10. Panzergrenadier-Division

## Operation Bagration

### Organisation
Tillhörde Armégrupp Mitte
- LV. Armeekorps
- XXXXI. Panzerkorps
- XXXV. Armeekorps

## Berlin

### Organisation
Arméns organisation den 30 april 1945:
- V. SS-Gebirgs-Korps
- XI. SS-Armeekorps
- V. Armeekorps

## Befälhavare
Arméns chefer:
- Generaloberst Adolf Strauss 	30 april 1940 - 14 maj 1940
- Generaloberst Johannes Blaskowitz 	14 maj 1940 - 29 maj 1940
- Generaloberst Adolf Strauss 	29 maj 1940 - 15 januari 1942
- Generaloberst Walter Model 	15 januari 1942 - 1 september 1942
- General der Panzertruppe Heinrich von Viettinghoff-Scheel 	1 september 1942 - 1 december 1942
- Generaloberst Walter Model 	1 december 1942 - 4 november 1943
- General der Panzertruppe Josef Harpe 	4 november 1943 - 30 november 1943
- Generaloberst Walter Model 	30 november 1943 - 9 januari 1944
- General der Panzertruppe Josef Harpe 	9 januari 1944 - 20 maj 1944
- General der Infanterie Hans Jordan 	20 maj 1944 - 27 juni 1944
- General der Panzertruppen Nikolaus von Vormann 	27 juni 1944 - 21 september 1944
- General der Panzertruppen Smilo von Lüttwitz 	21 september 1944 - 9 januari 1945
- General der Infanterie Theodor Buße 	9 januari 1945 - 8 maj 1945